# Rıdvan Yılmaz
Rıdvan Yılmaz (Gaziosmanpaşa, 2001. május 21. –) török válogatott labdarúgó, a Rangers játékosa.

## Pályafutása

### Klubcsapatokban
A Beşiktaş akadémiáján nevelkedett. 2019. április 8-án mutatkozott be a felnőttek között a Çaykur Rizespor ellen 7–2-re megnyert első osztályú bajnoki mérkőzésen, a 88. percben lépett pályára Adem Ljajić cseréjeként. A 2020–21-es szezonban lett állandó tagja az első keretnek. 2021. május 1-jén szerezte meg az első bajnoki gólját a Hatayspor csapata ellen. A szezon végén megnyerték a kupát és a bajnokságot is.
2022. július 25-én a skót Rangers ötévre szóló szerződést kötött vele. Augusztus 2-án mutatkozott be a belga Royale Union Saint-Gilloise ellen az UEFA-bajnokok ligája 3. selejtezőkörében.

### A válogatottban
Többszörös korosztályos válogatott. 2021 májusában bekerült a 2020-as labdarúgó-Európa-bajnokságra utazó török keretbe. Május 27-én mutatkozott be az Azerbajdzsán ellen 2–1-re megnyert felkészülési találkozón.

## Statisztika

### Klub
2023. május 7-i állapotnak megfelelően.
| Klub     | Szezon   | Bajnokság        | Bajnokság | Bajnokság | Kupa  | Kupa  | Ligakupa | Ligakupa | Nemzetközi | Nemzetközi | Egyéb | Egyéb | Összesen | Összesen |
| Klub     | Szezon   | Osztály          | Mérk.     | Gólok     | Mérk. | Gólok | Mérk.    | Gólok    | Mérk.      | Gólok      | Mérk. | Gólok | Mérk.    | Gólok    |
| -------- | -------- | ---------------- | --------- | --------- | ----- | ----- | -------- | -------- | ---------- | ---------- | ----- | ----- | -------- | -------- |
| Beşiktaş | 2018–19  | Süper Lig        | 1         | 0         | 0     | 0     | —        | —        | 0          | 0          | —     | —     | 1        | 0        |
| Beşiktaş | 2019–20  | Süper Lig        | 6         | 0         | 1     | 0     | —        | —        | 0          | 0          | —     | —     | 7        | 0        |
| Beşiktaş | 2020–21  | Süper Lig        | 18        | 1         | 2     | 0     | —        | —        | 1          | 0          | —     | —     | 21       | 1        |
| Beşiktaş | 2021–22  | Süper Lig        | 27        | 3         | 3     | 0     | —        | —        | 2          | 0          | 1     | 0     | 33       | 3        |
| Beşiktaş | Összesen | Összesen         | 52        | 4         | 6     | 0     | 0        | 0        | 3          | 0          | 1     | 0     | 62       | 4        |
| Rangers  | 2022–23  | Skót Premiership | 5         | 0         | 2     | 0     | 2        | 0        | 2          | 0          | —     | —     | 11       | 0        |
| Összesen | Összesen | Összesen         | 57        | 4         | 8     | 0     | 2        | 0        | 5          | 0          | 1     | 0     | 73       | 4        |

### Válogatott
2022. március 29-i állapotnak megfelelően.
| Nemzet      | Év       | Mérk. | Gólok |
| ----------- | -------- | ----- | ----- |
| Törökország | 2021     | 5     | 0     |
| Törökország | 2022     | 1     | 0     |
| Törökország | 2023     | 0     | 0     |
| Összesen    | Összesen | 6     | 0     |

## Sikerei, díjai
- Beşiktaş
  - Süper Lig: 2020–21
  - Török kupa: 2020–21
  - Török szuperkupa: 2021

## Külső hivatkozások
- Rıdvan Yılmaz adatlapja a Transfermarkt oldalon (angolul)
- Rıdvan Yılmaz adatlapja a Soccerway oldalon (angolul)